# 39 Virginis
39 Virginis är en orange jätte i Jungfruns stjärnbild.
Stjärnan har visuell magnitud +7,23 och kräver fältkikare för att kunna observeras. Den befinner sig på ett avstånd av ungefär 1060 ljusår.